# Arasada kanshireiensis
Arasada kanshireiensis är en fjärilsart som beskrevs av Alfred Ernest Wileman 1916. Arasada kanshireiensis ingår i släktet Arasada och familjen nattflyn. Inga underarter finns listade i Catalogue of Life.